# أنجيلو سامبايو بينديتي
أنجيلو سامبايو بينديتي هو لاعب كرة قدم برازيلي في مركز الوسط، ولد في 7 أبريل 1981 في كامبيناس في البرازيل. لعب مع نادي إيتوانو ونادي بونتي بريتا ونادي جوينفيل ونادي فلومينينسي.